# Bagneaux-sur-Loing
Bagneaux-sur-Loing és un municipi francès, situat al departament del Sena i Marne i a la regió d'Illa de França. L'any 2007 tenia 1.604 habitants.
Forma part del cantó de Nemours, del districte de Fontainebleau i de la Comunitat de comunes Pays de Nemours.

## Demografia

### Població
El 2007 la població de fet de Bagneaux-sur-Loing era de 1.604 persones. Hi havia 643 famílies, de les quals 209 eren unipersonals (91 homes vivint sols i 118 dones vivint soles), 160 parelles sense fills, 190 parelles amb fills i 84 famílies monoparentals amb fills.
La població ha evolucionat segons el següent gràfic:
Habitants censats

### Habitatges
El 2007 hi havia 739 habitatges, 675 eren l'habitatge principal de la família, 23 eren segones residències i 42 estaven desocupats. 437 eren cases i 299 eren apartaments. Dels 675 habitatges principals, 330 estaven ocupats pels seus propietaris, 335 estaven llogats i ocupats pels llogaters i 10 estaven cedits a títol gratuït; 4 tenien una cambra, 38 en tenien dues, 187 en tenien tres, 257 en tenien quatre i 188 en tenien cinc o més. 384 habitatges disposaven pel capbaix d'una plaça de pàrquing. A 358 habitatges hi havia un automòbil i a 237 n'hi havia dos o més.

### Piràmide de població
La piràmide de població per edats i sexe el 2009 era:
| Homes | Edats   | Dones |
| ----- | ------- | ----- |
| 0     | 95 o +  | 0     |
| 0     | 90 a 94 | 0     |
| 12    | 85 a 89 | 12    |
| 20    | 80 a 84 | 16    |
| 16    | 75 a 79 | 24    |
| 28    | 70 a 74 | 40    |
| 28    | 65 a 69 | 60    |
| 32    | 60 a 64 | 16    |
| 44    | 55 a 59 | 48    |
| 48    | 50 a 54 | 48    |
| 36    | 45 a 49 | 56    |
| 40    | 40 a 44 | 36    |
| 76    | 35 a 39 | 68    |
| 76    | 30 a 34 | 68    |
| 72    | 25 a 29 | 100   |
| 44    | 20 a 24 | 48    |
| 56    | 15 a 19 | 48    |
| 20    | 10 a 14 | 52    |
| 64    | 5 a 9   | 52    |
| 56    | 0 a 4   | 52    |

## Economia
El 2007 la població en edat de treballar era de 1.055 persones, 800 eren actives i 255 eren inactives. De les 800 persones actives 696 estaven ocupades (351 homes i 345 dones) i 103 estaven aturades (53 homes i 50 dones). De les 255 persones inactives 92 estaven jubilades, 96 estaven estudiant i 67 estaven classificades com a «altres inactius».

### Ingressos
El 2009 a Bagneaux-sur-Loing hi havia 705 unitats fiscals que integraven 1.712,5 persones, la mediana anual d'ingressos fiscals per persona era de 17.629 €.

### Activitats econòmiques
Dels 53 establiments que hi havia el 2007, 1 era d'una empresa alimentària, 6 d'empreses de fabricació d'altres productes industrials, 6 d'empreses de construcció, 13 d'empreses de comerç i reparació d'automòbils, 3 d'empreses de transport, 5 d'empreses d'hostatgeria i restauració, 2 d'empreses financeres, 1 d'una empresa immobiliària, 3 d'empreses de serveis, 10 d'entitats de l'administració pública i 3 d'empreses classificades com a «altres activitats de serveis».
Dels 13 establiments de servei als particulars que hi havia el 2009, 1 era una oficina de correu, 1 taller de reparació d'automòbils i de material agrícola, 1 paleta, 2 guixaires pintors, 1 fusteria, 4 lampisteries, 1 perruqueria i 2 restaurants.
Dels 4 establiments comercials que hi havia el 2009, 1 era una gran superfície de material de bricolatge, 1 una botiga de més de 120 m², 1 una botiga de menys de 120 m² i 1 una botiga d'electrodomèstics.

## Equipaments sanitaris i escolars
L'únic equipament sanitari que hi havia el 2009 era una farmàcia.
El 2009 hi havia 1 escola maternal i 1 escola elemental.

## Poblacions més properes
El següent diagrama mostra les poblacions més properes.